# Juta, Madžarska
Juta je vas na Madžarskem, ki upravno spada pod podregijo Kaposvári Šomodske županije.